# Marek Jandołowicz

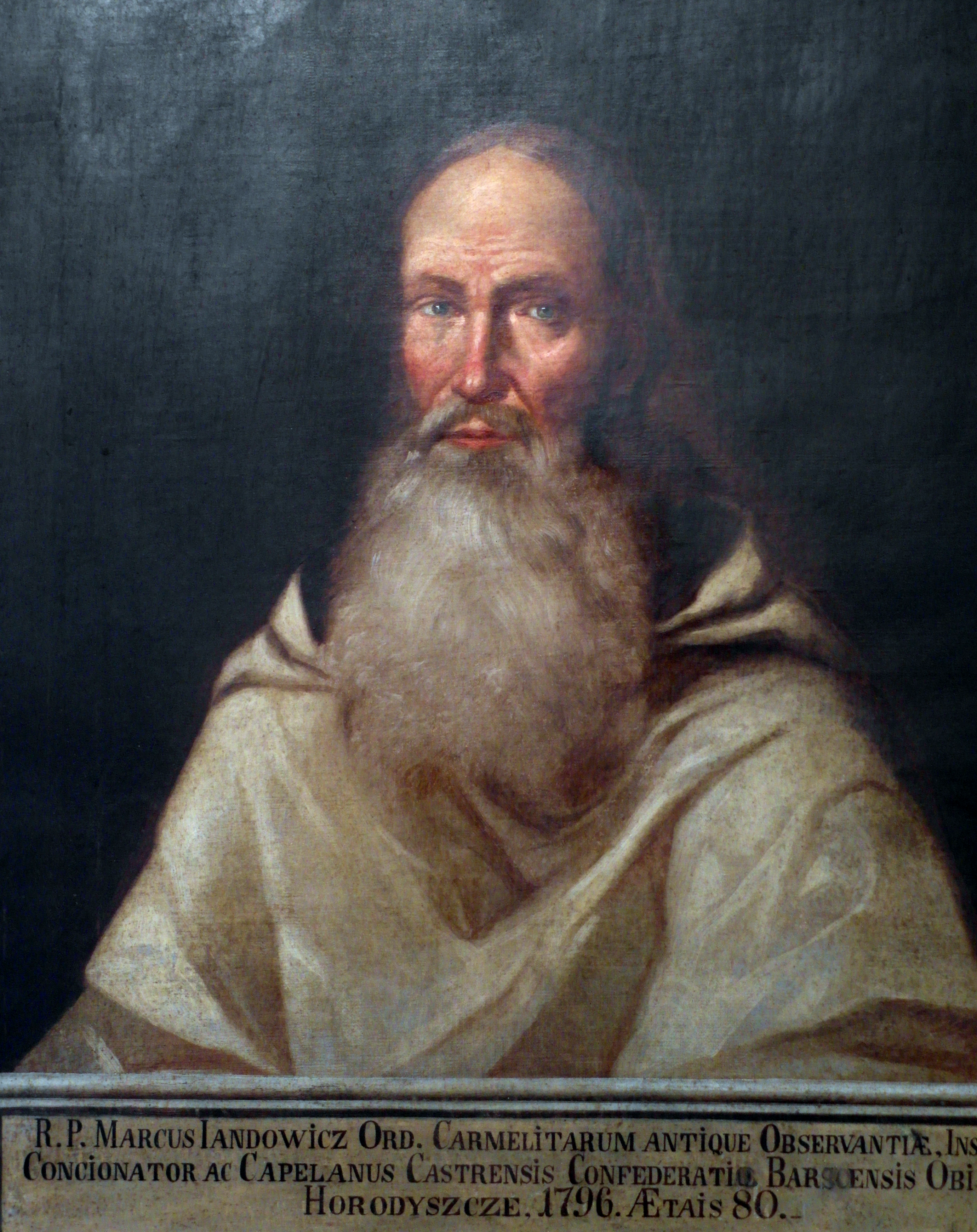
Pater Marek Jandołowicz, 1796

Marek Jandołowicz, OCarm auch bekannt als Pater Marek (* um 1713 in Lwiw; † 11. September 1799 in Berezówka (Wolhynien)) war ein Unbeschuhter Karmelit, Ordenspriester und polnischer Patriot. Er wurde vor allem bekannt als geistiger Anführer der Konföderation von Bar im Kampf um Glaube und Freiheit für Polen-Litauen. Dort wird er als Prophet verehrt.

## Leben
Marek Jandołowicz wurde um 1713 im polnisch-litauischen Lwiw geboren. Er trat 1734 dem Orden der Unbeschuhten Karmeliten bei, der auf Teresa von Avila und Johannes vom Kreuz zurückgeht. 1744 empfing er die Priesterweihe. Um spirituell zu wachsen, wurde er ins Kloster von Berdytschiw versetzt und dort Prediger. Seine außergewöhnlichen Fähigkeiten als Redner – er trat mit den Gläubigen dort in einen Dialog – brachten ihm schon bald den Ruf eines Propheten und Heiligen ein. Er prophezeite zum Beispiel den bevorstehenden Sturz des verpönten Königs Stanisław August Poniatowski.
1759 wurde Pater Marek Ordensoberer des Karmelitenklosters von Bar.
Der Überlieferung nach ist Pater Marek Autor des Werkes Wieszczba dla Polski („Weissagung für Polen“), auch bekannt als Profecja ks. Marka („Pater Mareks Prophezeiung“) aus dem Jahr 1763 oder 1767. Diese messianische Glaubensschrift prophezeit die Katastrophen für den polnischen Staat und kündigt an, dass Polen eines Tages wie ein Phönix aus der Asche wiedergeboren und der Stolz Europas sein wird.
Am 29. Februar 1768 gründete Pater Marek zusammen mit seinem Bischof Krasiński, Józef Pułaski und Großpolens Generalstarost Mniszech auf der Festung von Bar die Konföderation von Bar. Dabei erklangen als Wahlspruch der Konföderation Bischof Sołtyks Worte wiara i wolność („Glaube und Freiheit“). Hier entwickelte sich Pater Marek Jandołowicz zum geistigen Anführer der historisch bedeutendsten Konföderation polnischer Kleinadliger zur Verteidigung von deren Goldener Freiheit im Lande. Sie gilt heute als letzte Massenbewegung der Szlachta und erster polnischer Nationalaufstand mit weitreichenden Folgen bis in die 1980er Jahre hinein. Pater Marek gründete den Ritterorden der Verehrer des Heiligen Kreuzes, dessen Hauptziel die Verteidigung des Katholizismus in Polen-Litauen war. Während der russischen Offensive vom April bis Juni 1768 zog er bei der Belagerung von Bar am 19. Juni 1768 unbewaffnet mit einem Kreuz in der Hand gegen die militärisch weit überlegene (da von Russland unterstützte) Konföderation von Radom.
Nach der Einnahme der Stadt Bar und dem Teilsieg der russischen Allianz am 20. Juni 1768 wurde Pater Marek von Kosaken inhaftiert und nach Kiew verschleppt. In ihren Augen war er der Staatsfeind Nr. 1 und allgemein gefährlich. Die russische Kaiserin Katharina II. ließ ihn sechs Jahre menschenunwürdig im Kerker. Nach einer Amnestie 1773 kam er wieder frei und wurde Prior des Karmelitenklosters von Bar. Ab 1786 lebte er im Warschauer Karmelitenkloster der Geburt der Jungfrau Maria.
Während des Kościuszko-Aufstands 1794 segnete er Vize-Brigadegeneral Kopeć im Kampf um Glauben und Freiheit.
Marek Jandołowicz wurde 1799 in der Krypta des Unbeschuhten Karmelitenklosters der Geburt der Jungfrau Maria in Horodyszcze beigesetzt. Sein Grab wurde Ziel vieler Pilger.

## Wirkung und Erbe
Nach dem Novemberaufstand 1830/31 schlossen die russischen Behörden das Kloster der Unbeschuhten Karmeliten in Horodyszcze, um den anhaltenden Pilgerstrom zum Grab Pater Mareks zu stoppen. Das Kloster wurde zu einem russisch-orthodoxen Gotteshaus umgewidmet. 1858 errichtete die Russisch-orthodoxe Kirche hier ihr Frauenkloster der Geburt der Jungfrau Maria und mauerte den Eingang zur Krypta zu.
Der Charakter Pater Mareks inspirierte die Schriftsteller der polnischen Romantik: 1833 erschien Seweryn Goszczyńskis Werk Pater Mareks Prophezeiung und 1843 Juliusz Słowackis Mysteriendrama Pater Marek. Die Figur Pater Mareks findet sich auch am Beginn von Słowackis Digressionsepos Beniowski, für das das aufregende Leben Moritz Benjowskis Vorbild war.
Das Porträt Pater Mareks aus dem Jahr 1796 befindet sich heute im Kapuzinerkloster der masowischen Stadt Nowe Miasto nad Pilicą.

## Werke
- Wieszczba dla Polski („Weissagung für Polen“), 1763/67